# Дуаль
Дуаль (от лат. dualis — двойственный) — понятие (решение, достижение и так далее) имеющее различные значения в играх. 

## Шахматы
В шахматной задаче — частичное побочное решение, то есть наличие двойственности в ходах белых, начиная со второго или последующих ходов. 
Различают сильные и слабые дуали:
- Сильная дуаль — выполнение задания в тематических вариантах способом, отличным от авторского. Как правило, задача при этом теряет право на существование до публикации в исправленном виде.
- Слабая дуаль — наличие двойственности в ходах белых в побочных нетематических вариантах, а также двух или более опровержений тематических ложных следов. Обычно негативно сказывается на оценке задачи. В английской школе композиции считались недопустимыми даже дуали во второстепенных вариантах.

В шахматном этюде дуаль означает достижение фигурой определённого поля почти одним и тем же путём (например, Крe4 — Крe5 — Крd6 или Крe4 — Крd5 — Крd6) или перестановку ходов без нарушения замысла этюда. Такая дуаль также может отрицательно влиять на оценку этюда.

### Примеры

#### В этюде
|   | a                                                                     | b                                                                     | c                                                                     | d                                                                     | e                                                                     | f                                                                     | g                                                                     | h                                                                     |   |
| - | --------------------------------------------------------------------- | --------------------------------------------------------------------- | --------------------------------------------------------------------- | --------------------------------------------------------------------- | --------------------------------------------------------------------- | --------------------------------------------------------------------- | --------------------------------------------------------------------- | --------------------------------------------------------------------- | - |
| 8 | b6 белый король · c6 белая пешка · d5 чёрная ладья · a1 чёрный король | b6 белый король · c6 белая пешка · d5 чёрная ладья · a1 чёрный король | b6 белый король · c6 белая пешка · d5 чёрная ладья · a1 чёрный король | b6 белый король · c6 белая пешка · d5 чёрная ладья · a1 чёрный король | b6 белый король · c6 белая пешка · d5 чёрная ладья · a1 чёрный король | b6 белый король · c6 белая пешка · d5 чёрная ладья · a1 чёрный король | b6 белый король · c6 белая пешка · d5 чёрная ладья · a1 чёрный король | b6 белый король · c6 белая пешка · d5 чёрная ладья · a1 чёрный король | 8 |
| 7 | b6 белый король · c6 белая пешка · d5 чёрная ладья · a1 чёрный король | b6 белый король · c6 белая пешка · d5 чёрная ладья · a1 чёрный король | b6 белый король · c6 белая пешка · d5 чёрная ладья · a1 чёрный король | b6 белый король · c6 белая пешка · d5 чёрная ладья · a1 чёрный король | b6 белый король · c6 белая пешка · d5 чёрная ладья · a1 чёрный король | b6 белый король · c6 белая пешка · d5 чёрная ладья · a1 чёрный король | b6 белый король · c6 белая пешка · d5 чёрная ладья · a1 чёрный король | b6 белый король · c6 белая пешка · d5 чёрная ладья · a1 чёрный король | 7 |
| 6 | b6 белый король · c6 белая пешка · d5 чёрная ладья · a1 чёрный король | b6 белый король · c6 белая пешка · d5 чёрная ладья · a1 чёрный король | b6 белый король · c6 белая пешка · d5 чёрная ладья · a1 чёрный король | b6 белый король · c6 белая пешка · d5 чёрная ладья · a1 чёрный король | b6 белый король · c6 белая пешка · d5 чёрная ладья · a1 чёрный король | b6 белый король · c6 белая пешка · d5 чёрная ладья · a1 чёрный король | b6 белый король · c6 белая пешка · d5 чёрная ладья · a1 чёрный король | b6 белый король · c6 белая пешка · d5 чёрная ладья · a1 чёрный король | 6 |
| 5 | b6 белый король · c6 белая пешка · d5 чёрная ладья · a1 чёрный король | b6 белый король · c6 белая пешка · d5 чёрная ладья · a1 чёрный король | b6 белый король · c6 белая пешка · d5 чёрная ладья · a1 чёрный король | b6 белый король · c6 белая пешка · d5 чёрная ладья · a1 чёрный король | b6 белый король · c6 белая пешка · d5 чёрная ладья · a1 чёрный король | b6 белый король · c6 белая пешка · d5 чёрная ладья · a1 чёрный король | b6 белый король · c6 белая пешка · d5 чёрная ладья · a1 чёрный король | b6 белый король · c6 белая пешка · d5 чёрная ладья · a1 чёрный король | 5 |
| 4 | b6 белый король · c6 белая пешка · d5 чёрная ладья · a1 чёрный король | b6 белый король · c6 белая пешка · d5 чёрная ладья · a1 чёрный король | b6 белый король · c6 белая пешка · d5 чёрная ладья · a1 чёрный король | b6 белый король · c6 белая пешка · d5 чёрная ладья · a1 чёрный король | b6 белый король · c6 белая пешка · d5 чёрная ладья · a1 чёрный король | b6 белый король · c6 белая пешка · d5 чёрная ладья · a1 чёрный король | b6 белый король · c6 белая пешка · d5 чёрная ладья · a1 чёрный король | b6 белый король · c6 белая пешка · d5 чёрная ладья · a1 чёрный король | 4 |
| 3 | b6 белый король · c6 белая пешка · d5 чёрная ладья · a1 чёрный король | b6 белый король · c6 белая пешка · d5 чёрная ладья · a1 чёрный король | b6 белый король · c6 белая пешка · d5 чёрная ладья · a1 чёрный король | b6 белый король · c6 белая пешка · d5 чёрная ладья · a1 чёрный король | b6 белый король · c6 белая пешка · d5 чёрная ладья · a1 чёрный король | b6 белый король · c6 белая пешка · d5 чёрная ладья · a1 чёрный король | b6 белый король · c6 белая пешка · d5 чёрная ладья · a1 чёрный король | b6 белый король · c6 белая пешка · d5 чёрная ладья · a1 чёрный король | 3 |
| 2 | b6 белый король · c6 белая пешка · d5 чёрная ладья · a1 чёрный король | b6 белый король · c6 белая пешка · d5 чёрная ладья · a1 чёрный король | b6 белый король · c6 белая пешка · d5 чёрная ладья · a1 чёрный король | b6 белый король · c6 белая пешка · d5 чёрная ладья · a1 чёрный король | b6 белый король · c6 белая пешка · d5 чёрная ладья · a1 чёрный король | b6 белый король · c6 белая пешка · d5 чёрная ладья · a1 чёрный король | b6 белый король · c6 белая пешка · d5 чёрная ладья · a1 чёрный король | b6 белый король · c6 белая пешка · d5 чёрная ладья · a1 чёрный король | 2 |
| 1 | b6 белый король · c6 белая пешка · d5 чёрная ладья · a1 чёрный король | b6 белый король · c6 белая пешка · d5 чёрная ладья · a1 чёрный король | b6 белый король · c6 белая пешка · d5 чёрная ладья · a1 чёрный король | b6 белый король · c6 белая пешка · d5 чёрная ладья · a1 чёрный король | b6 белый король · c6 белая пешка · d5 чёрная ладья · a1 чёрный король | b6 белый король · c6 белая пешка · d5 чёрная ладья · a1 чёрный король | b6 белый король · c6 белая пешка · d5 чёрная ладья · a1 чёрный король | b6 белый король · c6 белая пешка · d5 чёрная ладья · a1 чёрный король | 1 |
|   | a                                                                     | b                                                                     | c                                                                     | d                                                                     | e                                                                     | f                                                                     | g                                                                     | h                                                                     |   |

1. c7 Лd6+ 2. Крb5! Лd5+ 3. Крb4 Лd4+

4. Крb3

(но можно и 4. Крc3 Лd1 5. Крc2 Лd4 с тем же продолжением — дуаль, ставшая классической)

4. … Лd3+ 5. Крc2 Лd4! 6. c8Л!! Лa4 (угрожало 7. Лa8#)

7. Крb3! и ввиду угрозы мата чёрные теряют ладью.

#### В задаче
|   | a | b | c | d | e | f | g | h |   |
| - | --- | --- | --- | --- | --- | --- | --- | --- | - |
| 8 | c8 чёрный слон · h8 чёрная ладья · c7 чёрный конь · g7 чёрный слон · h6 белый конь · b5 белая ладья · c4 белая пешка · e4 чёрный король · h4 белый слон · f3 белый конь · g3 белая пешка · b2 белая пешка · e2 белый король | c8 чёрный слон · h8 чёрная ладья · c7 чёрный конь · g7 чёрный слон · h6 белый конь · b5 белая ладья · c4 белая пешка · e4 чёрный король · h4 белый слон · f3 белый конь · g3 белая пешка · b2 белая пешка · e2 белый король | c8 чёрный слон · h8 чёрная ладья · c7 чёрный конь · g7 чёрный слон · h6 белый конь · b5 белая ладья · c4 белая пешка · e4 чёрный король · h4 белый слон · f3 белый конь · g3 белая пешка · b2 белая пешка · e2 белый король | c8 чёрный слон · h8 чёрная ладья · c7 чёрный конь · g7 чёрный слон · h6 белый конь · b5 белая ладья · c4 белая пешка · e4 чёрный король · h4 белый слон · f3 белый конь · g3 белая пешка · b2 белая пешка · e2 белый король | c8 чёрный слон · h8 чёрная ладья · c7 чёрный конь · g7 чёрный слон · h6 белый конь · b5 белая ладья · c4 белая пешка · e4 чёрный король · h4 белый слон · f3 белый конь · g3 белая пешка · b2 белая пешка · e2 белый король | c8 чёрный слон · h8 чёрная ладья · c7 чёрный конь · g7 чёрный слон · h6 белый конь · b5 белая ладья · c4 белая пешка · e4 чёрный король · h4 белый слон · f3 белый конь · g3 белая пешка · b2 белая пешка · e2 белый король | c8 чёрный слон · h8 чёрная ладья · c7 чёрный конь · g7 чёрный слон · h6 белый конь · b5 белая ладья · c4 белая пешка · e4 чёрный король · h4 белый слон · f3 белый конь · g3 белая пешка · b2 белая пешка · e2 белый король | c8 чёрный слон · h8 чёрная ладья · c7 чёрный конь · g7 чёрный слон · h6 белый конь · b5 белая ладья · c4 белая пешка · e4 чёрный король · h4 белый слон · f3 белый конь · g3 белая пешка · b2 белая пешка · e2 белый король | 8 |
| 7 | c8 чёрный слон · h8 чёрная ладья · c7 чёрный конь · g7 чёрный слон · h6 белый конь · b5 белая ладья · c4 белая пешка · e4 чёрный король · h4 белый слон · f3 белый конь · g3 белая пешка · b2 белая пешка · e2 белый король | c8 чёрный слон · h8 чёрная ладья · c7 чёрный конь · g7 чёрный слон · h6 белый конь · b5 белая ладья · c4 белая пешка · e4 чёрный король · h4 белый слон · f3 белый конь · g3 белая пешка · b2 белая пешка · e2 белый король | c8 чёрный слон · h8 чёрная ладья · c7 чёрный конь · g7 чёрный слон · h6 белый конь · b5 белая ладья · c4 белая пешка · e4 чёрный король · h4 белый слон · f3 белый конь · g3 белая пешка · b2 белая пешка · e2 белый король | c8 чёрный слон · h8 чёрная ладья · c7 чёрный конь · g7 чёрный слон · h6 белый конь · b5 белая ладья · c4 белая пешка · e4 чёрный король · h4 белый слон · f3 белый конь · g3 белая пешка · b2 белая пешка · e2 белый король | c8 чёрный слон · h8 чёрная ладья · c7 чёрный конь · g7 чёрный слон · h6 белый конь · b5 белая ладья · c4 белая пешка · e4 чёрный король · h4 белый слон · f3 белый конь · g3 белая пешка · b2 белая пешка · e2 белый король | c8 чёрный слон · h8 чёрная ладья · c7 чёрный конь · g7 чёрный слон · h6 белый конь · b5 белая ладья · c4 белая пешка · e4 чёрный король · h4 белый слон · f3 белый конь · g3 белая пешка · b2 белая пешка · e2 белый король | c8 чёрный слон · h8 чёрная ладья · c7 чёрный конь · g7 чёрный слон · h6 белый конь · b5 белая ладья · c4 белая пешка · e4 чёрный король · h4 белый слон · f3 белый конь · g3 белая пешка · b2 белая пешка · e2 белый король | c8 чёрный слон · h8 чёрная ладья · c7 чёрный конь · g7 чёрный слон · h6 белый конь · b5 белая ладья · c4 белая пешка · e4 чёрный король · h4 белый слон · f3 белый конь · g3 белая пешка · b2 белая пешка · e2 белый король | 7 |
| 6 | c8 чёрный слон · h8 чёрная ладья · c7 чёрный конь · g7 чёрный слон · h6 белый конь · b5 белая ладья · c4 белая пешка · e4 чёрный король · h4 белый слон · f3 белый конь · g3 белая пешка · b2 белая пешка · e2 белый король | c8 чёрный слон · h8 чёрная ладья · c7 чёрный конь · g7 чёрный слон · h6 белый конь · b5 белая ладья · c4 белая пешка · e4 чёрный король · h4 белый слон · f3 белый конь · g3 белая пешка · b2 белая пешка · e2 белый король | c8 чёрный слон · h8 чёрная ладья · c7 чёрный конь · g7 чёрный слон · h6 белый конь · b5 белая ладья · c4 белая пешка · e4 чёрный король · h4 белый слон · f3 белый конь · g3 белая пешка · b2 белая пешка · e2 белый король | c8 чёрный слон · h8 чёрная ладья · c7 чёрный конь · g7 чёрный слон · h6 белый конь · b5 белая ладья · c4 белая пешка · e4 чёрный король · h4 белый слон · f3 белый конь · g3 белая пешка · b2 белая пешка · e2 белый король | c8 чёрный слон · h8 чёрная ладья · c7 чёрный конь · g7 чёрный слон · h6 белый конь · b5 белая ладья · c4 белая пешка · e4 чёрный король · h4 белый слон · f3 белый конь · g3 белая пешка · b2 белая пешка · e2 белый король | c8 чёрный слон · h8 чёрная ладья · c7 чёрный конь · g7 чёрный слон · h6 белый конь · b5 белая ладья · c4 белая пешка · e4 чёрный король · h4 белый слон · f3 белый конь · g3 белая пешка · b2 белая пешка · e2 белый король | c8 чёрный слон · h8 чёрная ладья · c7 чёрный конь · g7 чёрный слон · h6 белый конь · b5 белая ладья · c4 белая пешка · e4 чёрный король · h4 белый слон · f3 белый конь · g3 белая пешка · b2 белая пешка · e2 белый король | c8 чёрный слон · h8 чёрная ладья · c7 чёрный конь · g7 чёрный слон · h6 белый конь · b5 белая ладья · c4 белая пешка · e4 чёрный король · h4 белый слон · f3 белый конь · g3 белая пешка · b2 белая пешка · e2 белый король | 6 |
| 5 | c8 чёрный слон · h8 чёрная ладья · c7 чёрный конь · g7 чёрный слон · h6 белый конь · b5 белая ладья · c4 белая пешка · e4 чёрный король · h4 белый слон · f3 белый конь · g3 белая пешка · b2 белая пешка · e2 белый король | c8 чёрный слон · h8 чёрная ладья · c7 чёрный конь · g7 чёрный слон · h6 белый конь · b5 белая ладья · c4 белая пешка · e4 чёрный король · h4 белый слон · f3 белый конь · g3 белая пешка · b2 белая пешка · e2 белый король | c8 чёрный слон · h8 чёрная ладья · c7 чёрный конь · g7 чёрный слон · h6 белый конь · b5 белая ладья · c4 белая пешка · e4 чёрный король · h4 белый слон · f3 белый конь · g3 белая пешка · b2 белая пешка · e2 белый король | c8 чёрный слон · h8 чёрная ладья · c7 чёрный конь · g7 чёрный слон · h6 белый конь · b5 белая ладья · c4 белая пешка · e4 чёрный король · h4 белый слон · f3 белый конь · g3 белая пешка · b2 белая пешка · e2 белый король | c8 чёрный слон · h8 чёрная ладья · c7 чёрный конь · g7 чёрный слон · h6 белый конь · b5 белая ладья · c4 белая пешка · e4 чёрный король · h4 белый слон · f3 белый конь · g3 белая пешка · b2 белая пешка · e2 белый король | c8 чёрный слон · h8 чёрная ладья · c7 чёрный конь · g7 чёрный слон · h6 белый конь · b5 белая ладья · c4 белая пешка · e4 чёрный король · h4 белый слон · f3 белый конь · g3 белая пешка · b2 белая пешка · e2 белый король | c8 чёрный слон · h8 чёрная ладья · c7 чёрный конь · g7 чёрный слон · h6 белый конь · b5 белая ладья · c4 белая пешка · e4 чёрный король · h4 белый слон · f3 белый конь · g3 белая пешка · b2 белая пешка · e2 белый король | c8 чёрный слон · h8 чёрная ладья · c7 чёрный конь · g7 чёрный слон · h6 белый конь · b5 белая ладья · c4 белая пешка · e4 чёрный король · h4 белый слон · f3 белый конь · g3 белая пешка · b2 белая пешка · e2 белый король | 5 |
| 4 | c8 чёрный слон · h8 чёрная ладья · c7 чёрный конь · g7 чёрный слон · h6 белый конь · b5 белая ладья · c4 белая пешка · e4 чёрный король · h4 белый слон · f3 белый конь · g3 белая пешка · b2 белая пешка · e2 белый король | c8 чёрный слон · h8 чёрная ладья · c7 чёрный конь · g7 чёрный слон · h6 белый конь · b5 белая ладья · c4 белая пешка · e4 чёрный король · h4 белый слон · f3 белый конь · g3 белая пешка · b2 белая пешка · e2 белый король | c8 чёрный слон · h8 чёрная ладья · c7 чёрный конь · g7 чёрный слон · h6 белый конь · b5 белая ладья · c4 белая пешка · e4 чёрный король · h4 белый слон · f3 белый конь · g3 белая пешка · b2 белая пешка · e2 белый король | c8 чёрный слон · h8 чёрная ладья · c7 чёрный конь · g7 чёрный слон · h6 белый конь · b5 белая ладья · c4 белая пешка · e4 чёрный король · h4 белый слон · f3 белый конь · g3 белая пешка · b2 белая пешка · e2 белый король | c8 чёрный слон · h8 чёрная ладья · c7 чёрный конь · g7 чёрный слон · h6 белый конь · b5 белая ладья · c4 белая пешка · e4 чёрный король · h4 белый слон · f3 белый конь · g3 белая пешка · b2 белая пешка · e2 белый король | c8 чёрный слон · h8 чёрная ладья · c7 чёрный конь · g7 чёрный слон · h6 белый конь · b5 белая ладья · c4 белая пешка · e4 чёрный король · h4 белый слон · f3 белый конь · g3 белая пешка · b2 белая пешка · e2 белый король | c8 чёрный слон · h8 чёрная ладья · c7 чёрный конь · g7 чёрный слон · h6 белый конь · b5 белая ладья · c4 белая пешка · e4 чёрный король · h4 белый слон · f3 белый конь · g3 белая пешка · b2 белая пешка · e2 белый король | c8 чёрный слон · h8 чёрная ладья · c7 чёрный конь · g7 чёрный слон · h6 белый конь · b5 белая ладья · c4 белая пешка · e4 чёрный король · h4 белый слон · f3 белый конь · g3 белая пешка · b2 белая пешка · e2 белый король | 4 |
| 3 | c8 чёрный слон · h8 чёрная ладья · c7 чёрный конь · g7 чёрный слон · h6 белый конь · b5 белая ладья · c4 белая пешка · e4 чёрный король · h4 белый слон · f3 белый конь · g3 белая пешка · b2 белая пешка · e2 белый король | c8 чёрный слон · h8 чёрная ладья · c7 чёрный конь · g7 чёрный слон · h6 белый конь · b5 белая ладья · c4 белая пешка · e4 чёрный король · h4 белый слон · f3 белый конь · g3 белая пешка · b2 белая пешка · e2 белый король | c8 чёрный слон · h8 чёрная ладья · c7 чёрный конь · g7 чёрный слон · h6 белый конь · b5 белая ладья · c4 белая пешка · e4 чёрный король · h4 белый слон · f3 белый конь · g3 белая пешка · b2 белая пешка · e2 белый король | c8 чёрный слон · h8 чёрная ладья · c7 чёрный конь · g7 чёрный слон · h6 белый конь · b5 белая ладья · c4 белая пешка · e4 чёрный король · h4 белый слон · f3 белый конь · g3 белая пешка · b2 белая пешка · e2 белый король | c8 чёрный слон · h8 чёрная ладья · c7 чёрный конь · g7 чёрный слон · h6 белый конь · b5 белая ладья · c4 белая пешка · e4 чёрный король · h4 белый слон · f3 белый конь · g3 белая пешка · b2 белая пешка · e2 белый король | c8 чёрный слон · h8 чёрная ладья · c7 чёрный конь · g7 чёрный слон · h6 белый конь · b5 белая ладья · c4 белая пешка · e4 чёрный король · h4 белый слон · f3 белый конь · g3 белая пешка · b2 белая пешка · e2 белый король | c8 чёрный слон · h8 чёрная ладья · c7 чёрный конь · g7 чёрный слон · h6 белый конь · b5 белая ладья · c4 белая пешка · e4 чёрный король · h4 белый слон · f3 белый конь · g3 белая пешка · b2 белая пешка · e2 белый король | c8 чёрный слон · h8 чёрная ладья · c7 чёрный конь · g7 чёрный слон · h6 белый конь · b5 белая ладья · c4 белая пешка · e4 чёрный король · h4 белый слон · f3 белый конь · g3 белая пешка · b2 белая пешка · e2 белый король | 3 |
| 2 | c8 чёрный слон · h8 чёрная ладья · c7 чёрный конь · g7 чёрный слон · h6 белый конь · b5 белая ладья · c4 белая пешка · e4 чёрный король · h4 белый слон · f3 белый конь · g3 белая пешка · b2 белая пешка · e2 белый король | c8 чёрный слон · h8 чёрная ладья · c7 чёрный конь · g7 чёрный слон · h6 белый конь · b5 белая ладья · c4 белая пешка · e4 чёрный король · h4 белый слон · f3 белый конь · g3 белая пешка · b2 белая пешка · e2 белый король | c8 чёрный слон · h8 чёрная ладья · c7 чёрный конь · g7 чёрный слон · h6 белый конь · b5 белая ладья · c4 белая пешка · e4 чёрный король · h4 белый слон · f3 белый конь · g3 белая пешка · b2 белая пешка · e2 белый король | c8 чёрный слон · h8 чёрная ладья · c7 чёрный конь · g7 чёрный слон · h6 белый конь · b5 белая ладья · c4 белая пешка · e4 чёрный король · h4 белый слон · f3 белый конь · g3 белая пешка · b2 белая пешка · e2 белый король | c8 чёрный слон · h8 чёрная ладья · c7 чёрный конь · g7 чёрный слон · h6 белый конь · b5 белая ладья · c4 белая пешка · e4 чёрный король · h4 белый слон · f3 белый конь · g3 белая пешка · b2 белая пешка · e2 белый король | c8 чёрный слон · h8 чёрная ладья · c7 чёрный конь · g7 чёрный слон · h6 белый конь · b5 белая ладья · c4 белая пешка · e4 чёрный король · h4 белый слон · f3 белый конь · g3 белая пешка · b2 белая пешка · e2 белый король | c8 чёрный слон · h8 чёрная ладья · c7 чёрный конь · g7 чёрный слон · h6 белый конь · b5 белая ладья · c4 белая пешка · e4 чёрный король · h4 белый слон · f3 белый конь · g3 белая пешка · b2 белая пешка · e2 белый король | c8 чёрный слон · h8 чёрная ладья · c7 чёрный конь · g7 чёрный слон · h6 белый конь · b5 белая ладья · c4 белая пешка · e4 чёрный король · h4 белый слон · f3 белый конь · g3 белая пешка · b2 белая пешка · e2 белый король | 2 |
| 1 | c8 чёрный слон · h8 чёрная ладья · c7 чёрный конь · g7 чёрный слон · h6 белый конь · b5 белая ладья · c4 белая пешка · e4 чёрный король · h4 белый слон · f3 белый конь · g3 белая пешка · b2 белая пешка · e2 белый король | c8 чёрный слон · h8 чёрная ладья · c7 чёрный конь · g7 чёрный слон · h6 белый конь · b5 белая ладья · c4 белая пешка · e4 чёрный король · h4 белый слон · f3 белый конь · g3 белая пешка · b2 белая пешка · e2 белый король | c8 чёрный слон · h8 чёрная ладья · c7 чёрный конь · g7 чёрный слон · h6 белый конь · b5 белая ладья · c4 белая пешка · e4 чёрный король · h4 белый слон · f3 белый конь · g3 белая пешка · b2 белая пешка · e2 белый король | c8 чёрный слон · h8 чёрная ладья · c7 чёрный конь · g7 чёрный слон · h6 белый конь · b5 белая ладья · c4 белая пешка · e4 чёрный король · h4 белый слон · f3 белый конь · g3 белая пешка · b2 белая пешка · e2 белый король | c8 чёрный слон · h8 чёрная ладья · c7 чёрный конь · g7 чёрный слон · h6 белый конь · b5 белая ладья · c4 белая пешка · e4 чёрный король · h4 белый слон · f3 белый конь · g3 белая пешка · b2 белая пешка · e2 белый король | c8 чёрный слон · h8 чёрная ладья · c7 чёрный конь · g7 чёрный слон · h6 белый конь · b5 белая ладья · c4 белая пешка · e4 чёрный король · h4 белый слон · f3 белый конь · g3 белая пешка · b2 белая пешка · e2 белый король | c8 чёрный слон · h8 чёрная ладья · c7 чёрный конь · g7 чёрный слон · h6 белый конь · b5 белая ладья · c4 белая пешка · e4 чёрный король · h4 белый слон · f3 белый конь · g3 белая пешка · b2 белая пешка · e2 белый король | c8 чёрный слон · h8 чёрная ладья · c7 чёрный конь · g7 чёрный слон · h6 белый конь · b5 белая ладья · c4 белая пешка · e4 чёрный король · h4 белый слон · f3 белый конь · g3 белая пешка · b2 белая пешка · e2 белый король | 1 |
|   | a | b | c | d | e | f | g | h |   |

1. Лf5! угрожает 2.Лf4#

1. … Лf8 2. Сf6! Л:f6 3. Лe5#

2. … С:f6 3. Лf4#

И слабая дуаль после 2. … С:f5 — 3. Кg5# или 3. Кd2#

## Игры
В игре «Что? Где? Когда?» дуаль означает ответ на вопрос, не предусмотренный автором, но при этом полностью удовлетворяющий тексту вопроса.
В ночных автоиграх (Encounter, DozoR) дуалью называют загадку, имеющую отличную от авторской логики версию ответа.